# Daniel Jordell
Daniel Jordell, född 1860, död 1923, var en svensk bokhandlare och bibliograf, verksam i Frankrike.
Jordell kom 1877 till Paris, där han blev anställd i K. Nilssons bokhandel (Libraire Nilsson). Jordell gjorde sig snart känd för framstående bibliografiska insikter och anförtroddes redigerandet av Catalogue général de la librairie françaises (där han själv redigerade de 17 band, som omfattar perioden 1886–1918). Bland Jordells skrifter märks även Répertoire bibliographique des principales revues françaises, 1897–99 (1898-1901).